# Jevamot
Jevamot (Hebreeuws: יבמות; lett.: Schoonzusters) is het eerste traktaat (Masechet) van de Orde Nasjiem (Seder Nasjiem) van de Misjna en de Talmoed. Het traktaat handelt grotendeels over het leviraatshuwelijk (Gen. 38:8; Deut. 25:5vv.), het huwelijk van een man met de vrouw van diens overleden broer (en daarom ook wel zwagerhuwelijk genoemd). Verder bevat het traktaat teksten over verboden huwelijken en verwante onderwerpen.
Het traktaat Jevamot telt 16 hoofdstukken.
Jevamot is onderdeel van zowel de Babylonische als de Jeruzalemse Talmoed. Het traktaat bevat 122 folia in de Babylonische Talmoed en 58 in de Jeruzalemse Talmoed. Ook de Tosefta becommentarieert het traktaat.